# 阿梅雷塔特
阿梅雷塔特（阿維斯陀語：Amərətāt），或譯阿美爾塔特。中古波斯語稱阿穆爾達特（Amurdāt），現代波斯語稱阿莫爾達德（Amordād）或莫爾達德（Mordād）。意為「不朽」、「不滅」，是阿梅沙·斯彭塔之一，代表了阿胡拉·馬茲達的永恆和不朽。後被奉為植物女神。
在瑣羅亞斯德曆中，阿梅雷塔特是第五月和每月第七日的庇護神。